# Richard Hoggart
Herbert Richard Hoggart FRSL (Leeds, 24 de setembre de 1918 - Leeds, 10 d'abril de 2014) va ser un sociòleg, filòleg i escriptor anglès. La seva extensa obra inclou els camps de la sociologia, la literatura anglesa i els estudis culturals, amb especial èmfasi en la cultura popular del Regne Unit. Va ser conegut tant per la seva obra com per ser el fundador del Centre for Contemporary Cultural Studies a la ciutat de Birmingham.

## Vida i obra
Hoggart va néixer a Leeds, on va estudiar a l'escola Cockburn High School i la Universitat de Leeds. Durant la Segona Guerra Mundial va servir a l'Artilleria Reial i va retornar amb el rang de capità. A la Universitat de Hull va treballar com a Staff Tutor de 1946 a 1959, i de Senior Lecturer a la Universitat de Leicester del 1959 a 1962.
The Uses of Literacy (1957) és la seva obra més citada. Parcialment inspirada en la seva autobiografia, ha estat interpretada com un lament per la pèrdua d'estructures comunitàries que feien possible una cultura popular entre la classe obrera i una crítica de la cultura de masses imposada per la indústria cultural.
Com a acadèmic de la filologia anglesa, va ser un dels testimonis del famós judici per la publicació de L'amant de Lady Chatterley el 1960. La seva defensa es va basar a demostrar que en realitat es tracta d'una obra profundament moral i "puritana". Sovint s'ha dit que el resultat del judici va tenir molt a veure amb l'afirmació de Hoggart.
Sent professor d'anglès a la Universitat de Birmingham (1962-1973) va fundar el Centre for Contemporary Cultural Studies, part de la universitat des d'aleshores. Va ser el seu director de 1964 fins a 1973. Del 1971 al 1975 Hoggart va treballar per a la UNESCO i finalment rector del Goldsmiths College de la Universitat de Londres (1976-1984), abans de retirar-se de la vida acadèmica institucional. El principal edifici de Goldsmiths avui s'anomena "Richard Hoggart Building" en honor de la seva contribució a la facultat.
Va ser membre de nombrosos comitès i institucions: Albermarle Committee on Youth Services (1958–1960); Pilkington Committee on Broadcasting (1960–1962); Arts Council of Great Britain (1976–1981); i Statesman and Nation Publishing Company Ltd (1977–1981). També va ser director de l'Advisory Council for Adult and Continuint Education (1977-1983), Broadcasting Research Unit (1981-1991), així com director del Royal Shakespeare Theatre.
En obres com The Way We Live Now (1995) atacà el declivi d'autoritat moral en la societat, tal com la feia possible la religió, i criticà les formes d'educació contemporània per un excessiu èmfasi en allò "vocacional", així com el relativisme cultural.
Tingué una filla, Nicola, i dos fills. Un és el periodista d'assumptes polítics Simon Hoggart, i l'altre el crític televisiu Paul Hoggart. A la pel·lícula de 2006 produïda per al canal digital BBC Four, The Chatterley Affair, l'actor escocès David Tennant hi interpretà el paper de Hoggart.